# Chiesa di Santa Croce in San Giacomo Maggiore
La chiesa di Santa Croce in San Giacomo Maggiore detta dei Carmini è un edificio religioso di Vicenza, situato in piazza dei Carmini alla fine di corso Fogazzaro. Vi era annesso il convento dei carmelitani, da cui il soprannome con cui è ancora conosciuta. Ristrutturata negli anni sessanta dell'Ottocento in stile neogotico, è sede parrocchiale.

## Storia

### Origini

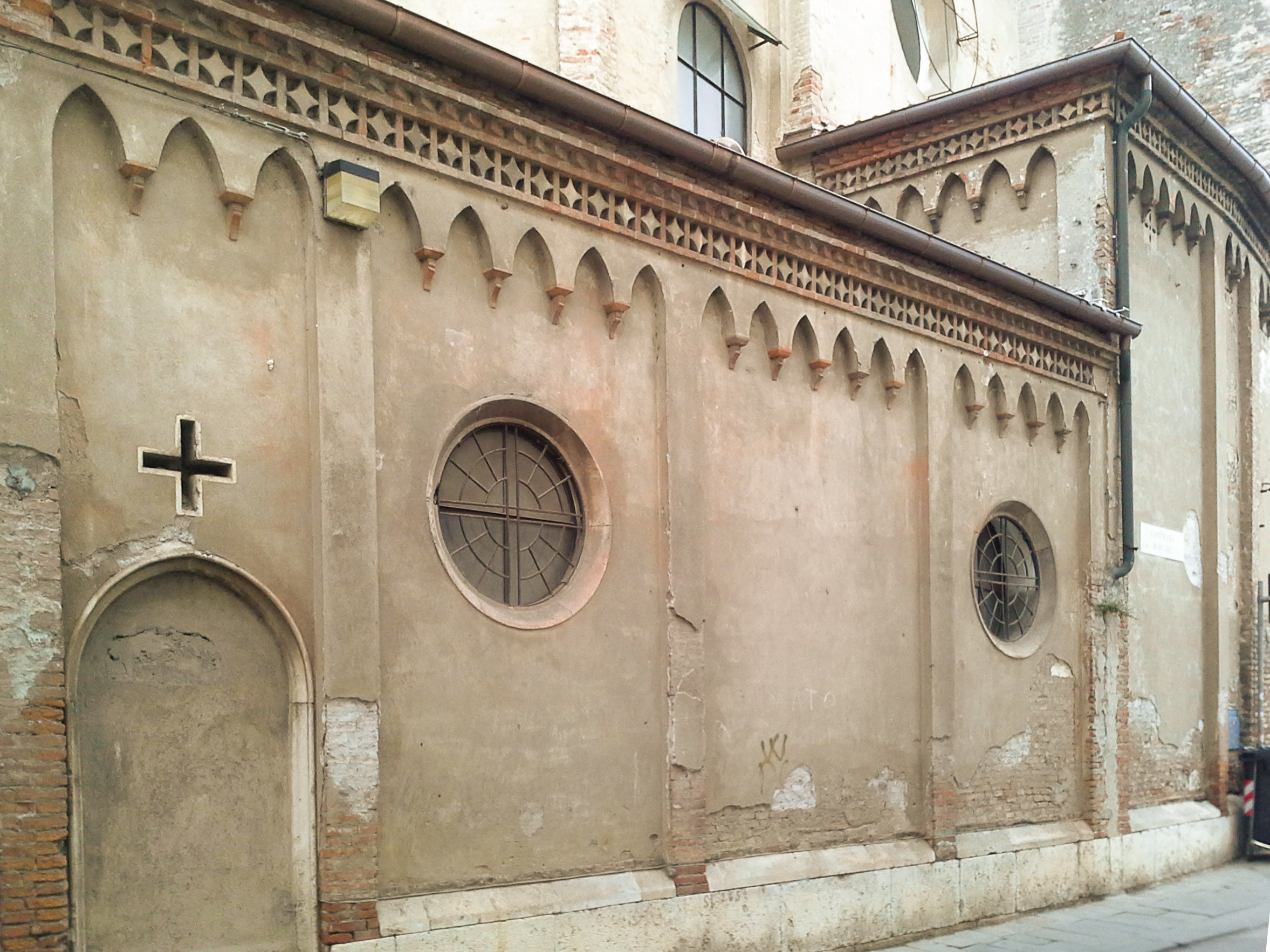
Fianco quattrocentesco della chiesa dei Carmini

Nel 1372, mentre gli Scaligeri stavano racchiudendo entro la nuova cinta di mura occidentali il borgo di Porta Nova che a quel tempo si stava sviluppando, il vescovo di Vicenza Giovanni de Surdis, appartenente a nobile famiglia piacentina, volle far costruire una nuova chiesa al centro del borgo, a circa metà strada tra la Porta Nova e la costruenda Porta Santa Croce. Forse fu per dare agli abitanti del posto un luogo di culto prossimo al nuovo insediamento, probabilmente fu anche per adempiere ad un voto con il quale egli era impegnato al pellegrinaggio di Santiago di Compostela; per questo secondo motivo la chiesa fu intitolata a san Giacomo Apostolo (poi fu chiamata San Giacomo Maggiore per distinguerla dall'antica cappella dei Santi Giacomo e Filippo), un santo che, a quei tempi di devastanti pestilenze, attirava una grande devozione. La fondazione con il nome del vescovo è ricordata in una lapide murata nella cappella della Madonna, la prima sul lato destro.
Come è riportato nella lapide, contemporaneamente alla fondazione della chiesa - che venne costruita in breve tempo e dotata di quattro altari -  il vescovo ne affidò l'officiatura ai frati carmelitani; pochi anni dopo, nel 1385, conferì loro anche la cura d'anime e i poteri parrocchiali per il borgo di Porta Nova. Così la chiesa e anche la parrocchia vennero comunemente chiamate di Santa Maria dei Carmini, con riferimento alla patrona dell'Ordine, la Madonna del Carmelo.

### Età moderna

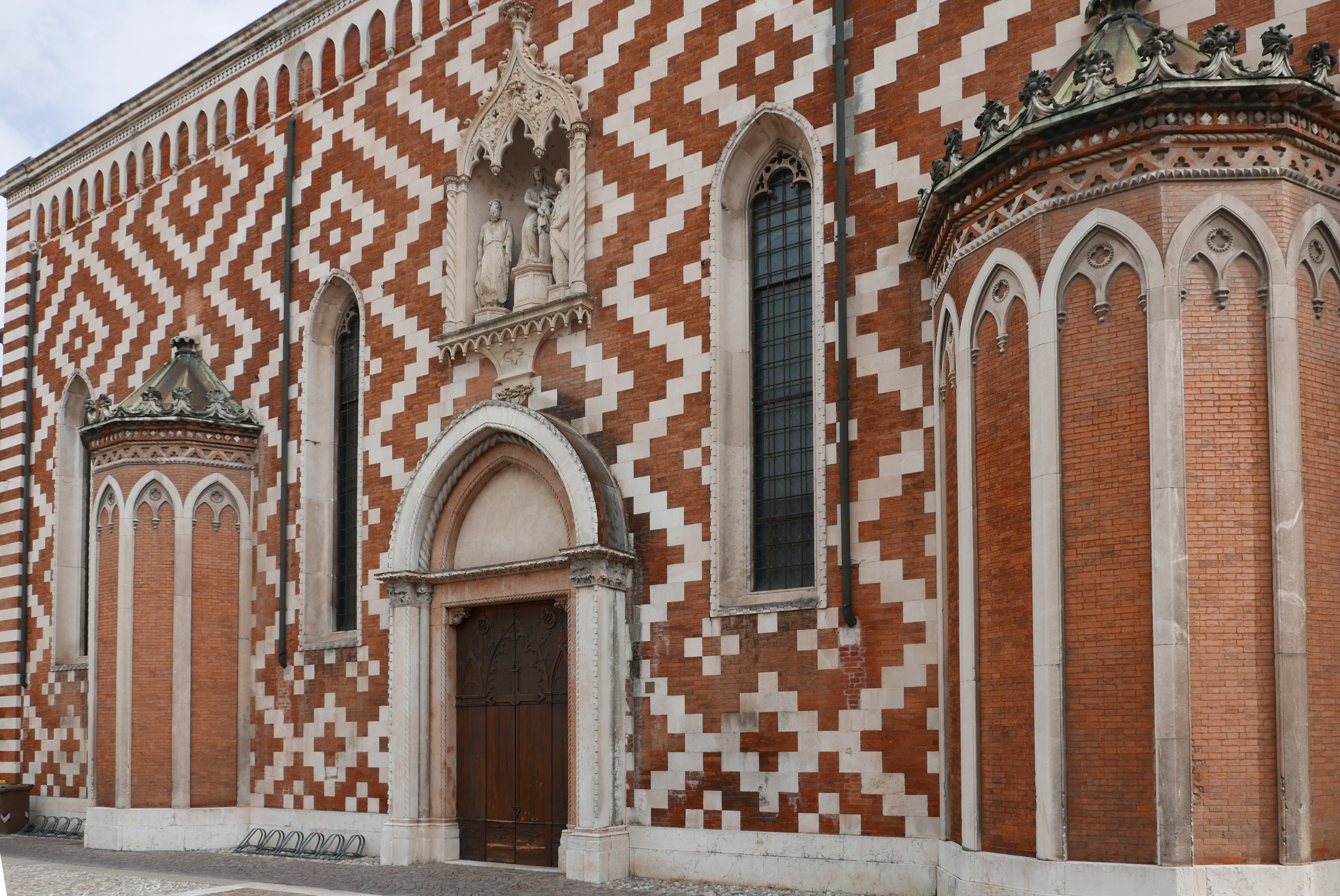
Fianco sinistro

Durante il XV secolo il convento rimase modesto, non molto inserito nella vita della città e dotato di poche risorse; a differenza della maggior parte degli altri, infatti, non aveva proprietà e rendite immobiliari. Nel 1411 il Comune portava il suo contributo annuo a 25 libre, con la motivazione che si trattava del più povero fra tutti quelli della città. Per adeguarsi alle esigenze del borgo che si stava sviluppando, la chiesa venne completamente ricostruita, in forma gotica e a tre navate, tra il 1420 e il 1425.
Nel corso del Quattrocento - probabilmente in corrispondenza della ulteriore lenta crescita del borgo - il numero dei frati che abitavano il convento crebbe, giungendo fino a una dozzina, anche se la maggior parte proveniva da fuori città. Nel 1584, nel corso della sua visita apostolica il cardinale Agostino Valier trovava la chiesa in condizioni dignitose: molto spaziosa, a tre navate separate da colonne, con il soffitto a cassettoni, dieci altari e l'organo. Intorno al 1645, secondo la testimonianza di Francesco Barbarano de' Mironi, il convento fu ricostruito per accogliere i frati, ormai una ventina. Secondo il Mantese, anche nel Settecento il convento era in piena efficienza sotto l'aspetto culturale, spirituale, economico e per il numero delle presenze; tra le famiglie vicentine più importanti, legate a questa chiesa erano i Cogollo e gli Zugliani.
Tra il 1720 e il 1730 la chiesa venne nuovamente ristrutturata e riportata a una sola navata.

### Età contemporanea

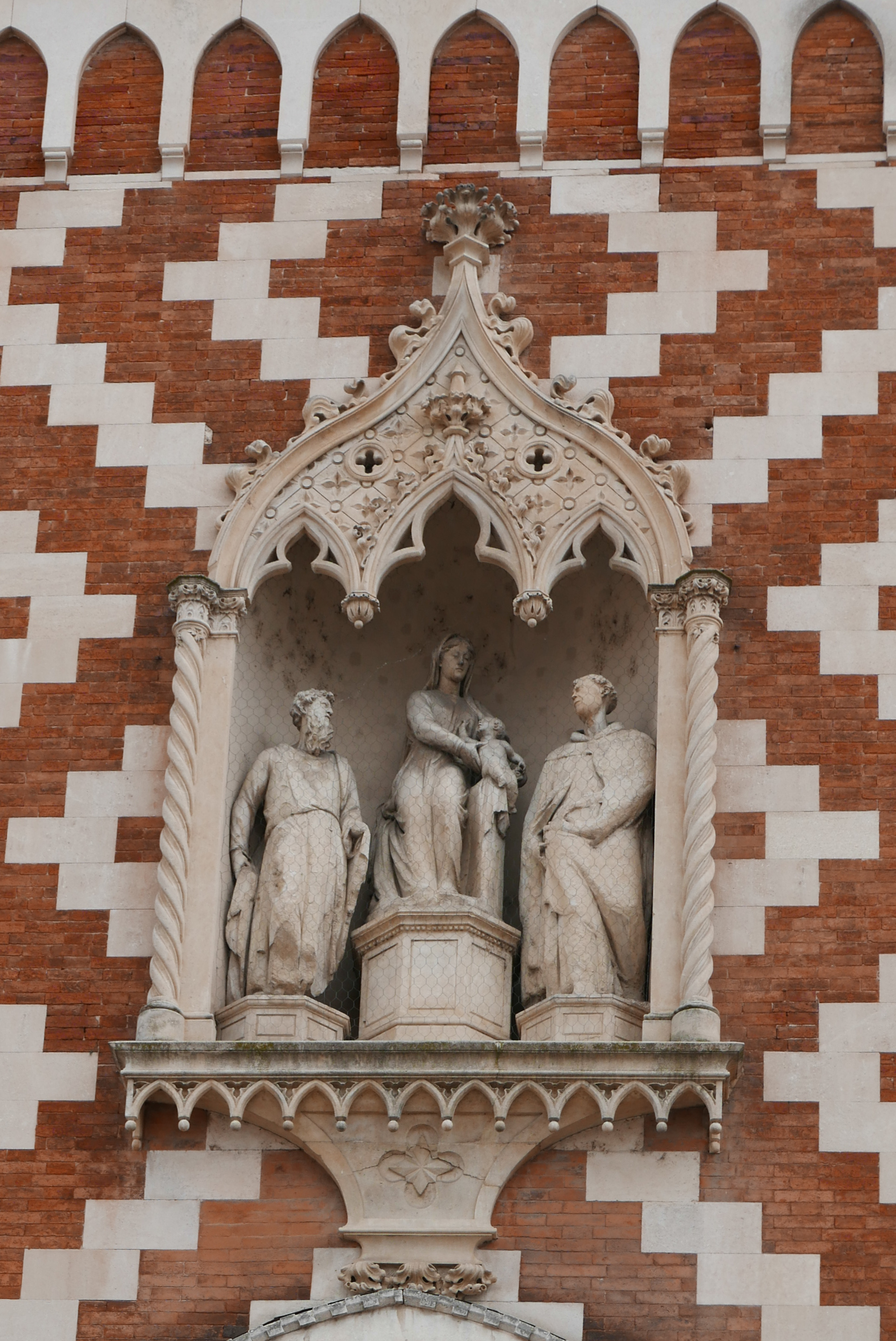
Gruppo scultoreo proveniente da San Bartolomeo

I Carmelitani rimasero fino al 1806, quando in base a un decreto napoleonico vennero allontanati da Vicenza e poi nel 1810 il loro ordine venne soppresso. La parrocchia venne unificata con quella vicina di Santa Croce, assumendo la denominazione di "San Giacomo Maggiore in Santa Croce", rimanendo tuttavia più conosciuta con il vecchio nome di parrocchia "dei Carmini".
A metà dell'Ottocento, tra il 1862 e il 1867, la chiesa fu portata alla forma attuale, in stile neogotico con paramento esterno in cotto e pietra bianca, su disegno dell'architetto Friedrich Schmidt dell'Accademia Imperiale di Vienna.
Durante il rifacimento, alla chiesa fu trasferita una parte del patrimonio artistico di quella di San Bartolomeo che era stata demolita, in particolare l'apparato scultoreo: i portali e una bella serie di bassorilievi di scuola lombarda.

## Descrizione
Della primitiva chiesetta trecentesca è andata perduta ogni traccia; la struttura quattrocentesca doveva essere un buon esempio di gotico veneto, come risulta dai vecchi documenti.

### Esterno

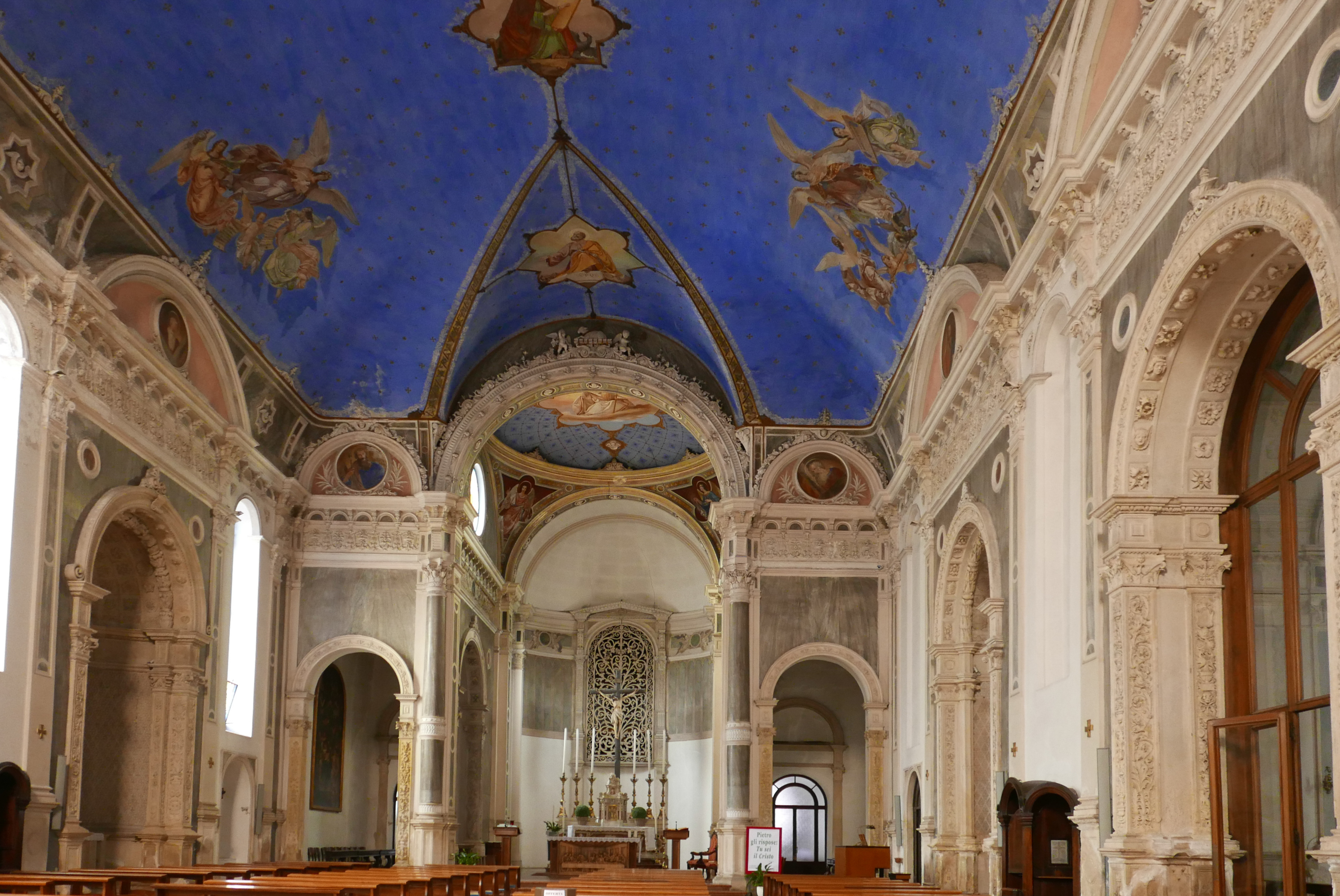
Interno

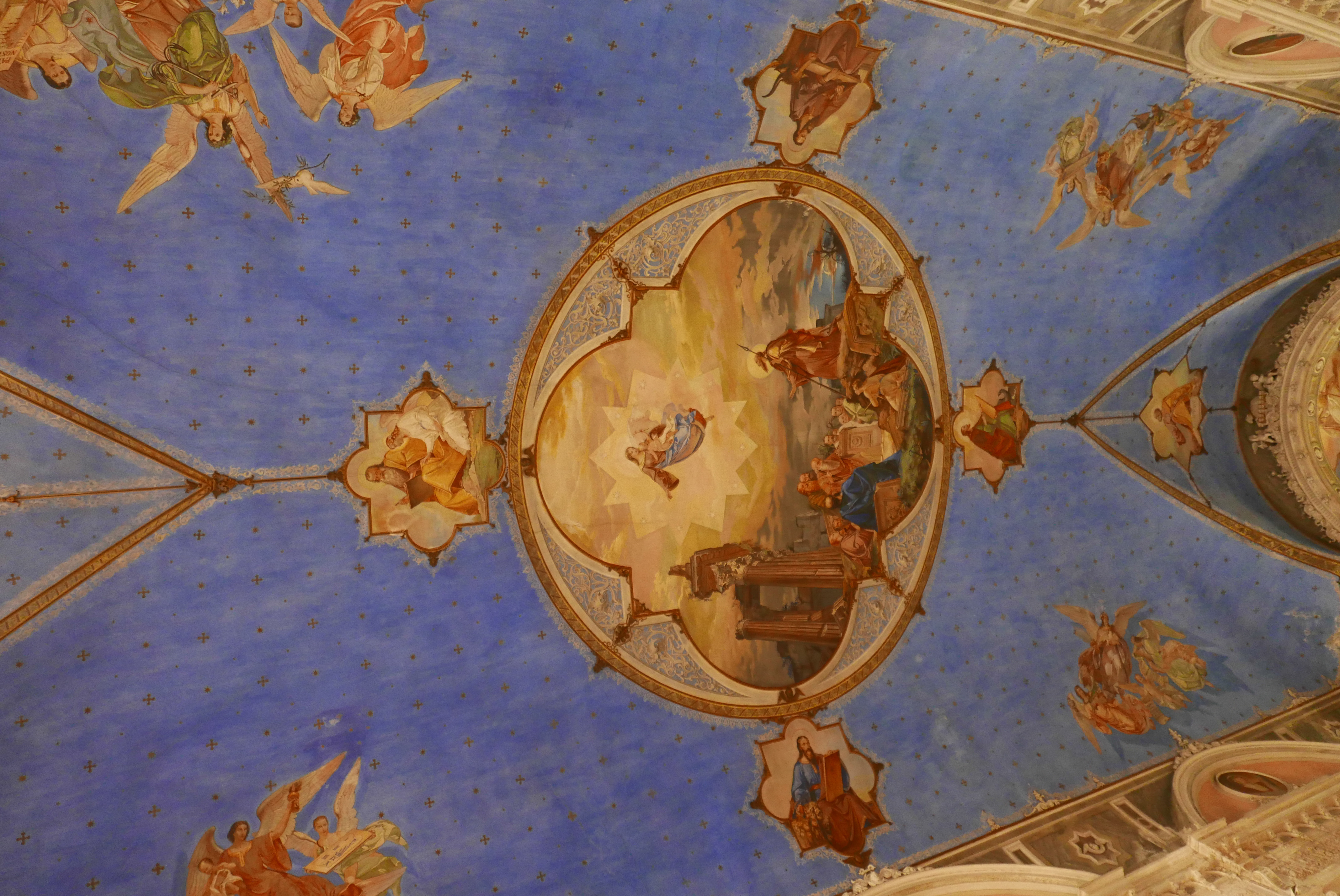
Volta

Il paramento esterno è in mattoni rossi con disegni geometrici in pietra bianca; sui fianchi laterali emergono alte sporgenze semicircolari, che corrispondono alle cappelle laterali. Il portale laterale su corso Fogazzaro, di calcare bianco, rosso e grigio, risale al XV secolo e proviene dalla chiesa di San Bartolomeo. Sopra la porta una nicchia con un gruppo marmoreo che rappresenta la Vergine col Bambino tra Sant'Alberto e San Paolo, attribuibile a Giambattista Krone, scultore seicentesco di cui non si conoscono ulteriori opere, se non la Trinità dell'altare Nievo della chiesa di Santa Corona.

### Interno
L'interno a una navata con cappelle laterali ha sulla controfacciata un'arcata in pietra tenera, con tre pilastri, quelli esterni portano al centro una testa di santa e quelli interni l'effigie di un vescovo. La volta ottocentesca è affrescata con scene di santi ed evangelisti; tutto lo sfondo è dipinto come una volta stellata di un acceso color blu zaffiro.
Quattro gli altari laterali, quattro e cinquecenteschi, provenienti dalla chiesa di San Bartolomeo,detta comunemente di San Bortolo e ora parte dell'ospedale civile, sistemati attorno alle cappelle, alle porte e agli altari, opera di artisti lombardi vicini a Giovanni Antonio Amadeo; i pilastri delle arcate sono riccamente decorati con motivi di animali, frutta, foglie d'acanto, cherubini, cornucopie, putti, pampini, foglie, sfingi, strumenti musicali, stemmi, medaglioni, fiaccole.
La pala del primo altare a destra, La Madonna con il Bambino tra i santi Sebastiano e Antonio, è di Benedetto Montagna; quella del secondo altare raffigura Il Padre Eterno e il Cristo morto ed è attribuita a Paolo Veronese (1573). Nella parete di destra si apre la cappella della Vergine del Carmine, con un bell'altare barocco del Settecento; nella parte inferiore tre putti di marmo bianco sorreggono un tendaggio.
Sulla destra si apre uno scorcio di paesaggio collinare, sotto un cielo percorso da nubi. Sempre sul lato sinistro il secondo altare contiene Il trasporto di Cristo al sepolcro di Jacopo e Francesco Bassano, del 1580.
Nell'abside di sinistra, vicina al presbiterio, una tela di Giulio Carpioni del 1670 rappresenta il Martirio dei santi Giacomo e Cristoforo con angeli in gloria.